# Collegio elettorale di Borgomanero (Camera dei deputati)
Il collegio di Borgomanero fu un collegio elettorale uninominale della Repubblica Italiana per l'elezione della Camera dei deputati. Apparteneva alla Circoscrizione Piemonte 2 e fu utilizzato per eleggere un deputato nella XII, XIII e XIV legislatura.
Venne istituito nel 1993 con la cosiddetta Legge Mattarella (Legge n. 277, Nuove norme per l'elezione della Camera dei deputati), attuata in seguito al referendum abrogativo del 1993. La legge istituì per la Camera dei deputati e per il Senato della Repubblica un sistema di elezione misto, in parte maggioritario e in parte proporzionale. Il 75% dei parlamentari dell'assemblea veniva eletto in collegi uninominali tramite sistema maggioritario a turno unico; il restante 25% alla Camera veniva eletto tramite sistema proporzionale con liste bloccate.
Il collegio venne abolito insieme a tutti gli altri che costituivano la Camera con la promulgazione della legge elettorale successiva, la cosiddetta Legge Calderoli. Questa prevedeva un sistema proporzionale con premio di maggioranza, che alla Camera veniva attribuito a livello nazionale.

## Territorio
Il collegio di Borgomanero era uno dei 36 collegi uninominali in cui era suddiviso il Piemonte e, come previsto dal D.Lgs. del 20 dicembre 1993 n. 536, era compreso nelle province di Novara e del Verbano-Cusio-Ossola e comprendeva i seguenti comuni: Ameno, Armeno, Arola, Arona, Boca, Bolzano Novarese, Borgomanero, Briga Novarese, Casale Corte Cerro, Cavallirio, Cesara, Colazza, Cureggio, Dormelletto, Gargallo, Gattico, Germagno, Gozzano, Gravellona Toce, Grignasco, Invorio, Lesa, Loreglia, Madonna del Sasso, Maggiora, Massino Visconti, Massiola, Meina, Miasino, Nebbiuno, Nonio, Oleggio Castello, Omegna, Orta San Giulio, Paruzzaro, Pella, Pettenasco, Pisano, Pogno, Prato Sesia, Quarna Sopra, Quarna Sotto, Romagnano Sesia, San Maurizio d'Opaglio, Soriso e Valstrona.

## Eletti
| Elezione | Elezione | Deputato      | Partito                  |
| -------- | -------- | ------------- | ------------------------ |
|          | 1994     | Emilio Zenoni | Polo delle Libertà (LN)  |
|          | 1996     | Paolo Mammola | Polo per le Libertà (FI) |
|          | 2001     | Daniele Galli | Casa delle Libertà (FI)  |

## Dati elettorali

### XII legislatura

#### Risultati proporzionale
| Coalizioni        | Coalizioni         | Liste                           | Liste                              | Voti   | %     |
| ----------------- | ------------------ | ------------------------------- | ---------------------------------- | ------ | ----- |
|                   | Polo delle Libertà |                                 | Forza Italia                       | 26.029 | 29,17 |
|                   | Polo delle Libertà | Lega Nord                       | 16.605                             | 18,61  |       |
| Totale Coalizione | Totale Coalizione  | 42.634                          | 47,78                              |        |       |
|                   | Progressisti       |                                 | Partito Democratico della Sinistra | 11.589 | 12,99 |
|                   | Progressisti       | Rifondazione Comunista          | 5.430                              | 6,08   |       |
|                   | Progressisti       | Federazione dei Verdi           | 2.756                              | 3,09   |       |
|                   | Progressisti       | Partito Socialista Italiano     | 1.671                              | 1,87   |       |
|                   | Progressisti       | Alleanza Democratica            | 1.286                              | 1,44   |       |
|                   | Progressisti       | La Rete - Movimento Democratico | 727                                | 0,81   |       |
| Totale coalizione | Totale coalizione  | 23.459                          | 26,28                              |        |       |
|                   | Patto per l'Italia |                                 | Partito Popolare Italiano          | 11.308 | 12,67 |
|                   | Alleanza Nazionale | Alleanza Nazionale              | Alleanza Nazionale                 | 7.383  | 8,27  |
|                   | Lista Pannella     | Lista Pannella                  | Lista Pannella                     | 4.460  | 5,00  |
| Totale            | Totale             | Totale                          | Totale                             | 89.244 |       |

#### Risultati uninominale
|                               | Emilio Zenoni ✔️ Eletto | Polo delle Libertà (FI - LN - CCD - UDC) | 45 887 | 52,01 |  |  |  |  |  |
|                               | Erasmo Renzo Lombardi   | Progressisti                             | 22 303 | 25,28 |  |  |  |  |  |
|                               | Eugenio Borgna          | Patto per l'Italia                       | 13 062 | 14,81 |  |  |  |  |  |
|                               | Roberto Dellanoce       | Alleanza Nazionale                       | 6 972  | 7,90  |  |  |  |  |  |
| Totale                        | Totale                  | Totale                                   | 88 224 | 100   |  |  |  |  |  |
|                               |                         |                                          |        |       |  |  |  |  |  |
| Fonte: Ministero dell'interno |                         |                                          |        |       |  |  |  |  |  |

### XIII legislatura

#### Risultati proporzionale
| Coalizioni        | Coalizioni              | Liste                                     | Liste                              | Voti   | %     |
| ----------------- | ----------------------- | ----------------------------------------- | ---------------------------------- | ------ | ----- |
|                   | Polo per le Libertà     |                                           | Forza Italia                       | 20.935 | 24,20 |
|                   | Polo per le Libertà     | Alleanza Nazionale                        | 11.910                             | 13,77  |       |
|                   | Polo per le Libertà     | CCD-CDU                                   | 3.466                              | 4,01   |       |
| Totale coalizione | Totale coalizione       | 36.311                                    | 41,98                              |        |       |
|                   | L'Ulivo                 |                                           | Partito Democratico della Sinistra | 12.369 | 14,30 |
|                   | L'Ulivo                 | Popolari per Prodi (PPI-SVP-PRI-UD-Prodi) | 8.033                              | 9,29   |       |
|                   | L'Ulivo                 | Federazione dei Verdi                     | 2.176                              | 2,52   |       |
| Totale coalizione | Totale coalizione       | 22.578                                    | 26,11                              |        |       |
|                   | Lega Nord               | Lega Nord                                 | Lega Nord                          | 18.373 | 21,24 |
|                   | Progressisti            |                                           | Rifondazione Comunista             | 6.821  | 7,89  |
|                   | Lista Pannella - Sgarbi | Lista Pannella - Sgarbi                   | Lista Pannella - Sgarbi            | 2.038  | 2,36  |
|                   | Mani Pulite             | Mani Pulite                               | Mani Pulite                        | 379    | 0,44  |
| Totale            | Totale                  | Totale                                    | Totale                             | 86.500 |       |

#### Risultati uninominale
|                               | Paolo Mammola ✔️ Eletto | Polo per le Libertà | 33 824 | 39,23 |  |  |  |  |  |
|                               | Francesco Fornara       | L'Ulivo             | 32 495 | 37,69 |  |  |  |  |  |
|                               | Emilio Zenoni           | Lega Nord           | 19 890 | 23,07 |  |  |  |  |  |
| Totale                        | Totale                  | Totale              | 86 209 | 100   |  |  |  |  |  |
|                               |                         |                     |        |       |  |  |  |  |  |
| Fonte: Ministero dell'interno |                         |                     |        |       |  |  |  |  |  |

### XIV legislatura

#### Risultati proporzionale
| Coalizioni        | Coalizioni              | Liste                                 | Liste                   | Voti   | %     |
| ----------------- | ----------------------- | ------------------------------------- | ----------------------- | ------ | ----- |
|                   | Casa delle Libertà      |                                       | Forza Italia            | 28.917 | 34,35 |
|                   | Casa delle Libertà      | Alleanza Nazionale                    | 9.206                   | 10,93  |       |
|                   | Casa delle Libertà      | Lega Nord                             | 6.046                   | 7,18   |       |
|                   | Casa delle Libertà      | CCD-CDU                               | 1.878                   | 2,23   |       |
|                   | Casa delle Libertà      | Nuovo PSI                             | 865                     | 1,03   |       |
| Totale coalizione | Totale coalizione       | 45.516                                | 55,11                   |        |       |
|                   | L'Ulivo                 |                                       | Democratici di Sinistra | 11.477 | 13,63 |
|                   | L'Ulivo                 | La Margherita (Dem - PPI - RI- UDEUR) | 11.309                  | 13,43  |       |
|                   | L'Ulivo                 | Il Girasole (FdV - SDI)               | 1.737                   | 2,06   |       |
|                   | L'Ulivo                 | Comunisti Italiani                    | 1.713                   | 2,03   |       |
| Totale coalizione | Totale coalizione       | 25.807                                | 31,24                   |        |       |
|                   | Rifondazione Comunista  | Rifondazione Comunista                | Rifondazione Comunista  | 3.905  | 4,64  |
|                   | Lista Di Pietro         | Lista Di Pietro                       | Lista Di Pietro         | 2.730  | 3,24  |
|                   | Lista Pannella - Bonino | Lista Pannella - Bonino               | Lista Pannella - Bonino | 2.705  | 3,21  |
|                   | Fiamma Tricolore        | Fiamma Tricolore                      | Fiamma Tricolore        | 863    | 1,03  |
|                   | Democrazia Europea      | Democrazia Europea                    | Democrazia Europea      | 764    | 0,91  |
|                   | Abolizione scorporo     | Abolizione scorporo                   | Abolizione scorporo     | 75     | 0,09  |
| Totale            | Totale                  | Totale                                | Totale                  | 84.190 |       |

#### Risultati uninominale
|                               | Daniele Galli ✔️ Eletto | Casa delle Libertà | 43 126 | 51,43 |  |  |  |  |  |
|                               | Roberto Barra           | L'Ulivo            | 34 308 | 40,91 |  |  |  |  |  |
|                               | Roberto Casonato        | Lista Emma Bonino  | 3 762  | 4,49  |  |  |  |  |  |
|                               | Mario Mariani           | Fiamma Tricolore   | 2 659  | 3,17  |  |  |  |  |  |
| Totale                        | Totale                  | Totale             | 83 855 | 100   |  |  |  |  |  |
|                               |                         |                    |        |       |  |  |  |  |  |
| Fonte: Ministero dell'interno |                         |                    |        |       |  |  |  |  |  |